# India International 2005
Die India International 2005 im Badminton fanden vom 19. bis zum 23. Oktober 2005 in Neu-Delhi statt.

## Sieger und Platzierte
| Disziplin    | Gold                                   | Silber                             | Bronze                                  |
| ------------ | -------------------------------------- | ---------------------------------- | --------------------------------------- |
| Herreneinzel | Thomas Kurian                          | Anand Pawar                        | Kenn Lim                                |
| Herreneinzel | Thomas Kurian                          | Anand Pawar                        | Golam Reza Bagheri                      |
| Dameneinzel  | Saina Nehwal                           | Aparna Popat                       | B. R. Meenakshi                         |
| Dameneinzel  | Saina Nehwal                           | Aparna Popat                       | Trupti Murgunde                         |
| Herrendoppel | Rupesh Kumar Sanave Thomas             | Valiyaveetil Diju Jaseel P. Ismail | Khoo Chung Chiat Raymond Steven         |
| Herrendoppel | Rupesh Kumar Sanave Thomas             | Valiyaveetil Diju Jaseel P. Ismail | Markose Bristow Jaison Xavier           |
| Damendoppel  | Nitya Krishinda Maheswari Nadya Melati | Negin Amiripour Behnaz Perzamanbin | Sulochan Ariyadasa Thilini Jayasinghe   |
| Damendoppel  | Nitya Krishinda Maheswari Nadya Melati | Negin Amiripour Behnaz Perzamanbin | Norshahliza Baharum Julia Wong Pei Xian |
| Mixed        | Valiyaveetil Diju B. R. Meenakshi      | Markose Bristow Aparna Balan       | Candra Nintya Melati                    |
| Mixed        | Valiyaveetil Diju B. R. Meenakshi      | Markose Bristow Aparna Balan       | Jayan James Deepthi Priyadarshini       |